# Michelle Martin (squashspeelster)
Michelle Martin (Sydney, 29 april 1967) is een Australisch voormalig squashspeelster.
Martin won drie keer de Wold Open en zes keer de Britse Open. Daarnaast won ze goud op de Gemenebestspelen 1998 in het enkel- en dubbelspel. Tussen maart 1993 en oktober 1996 als ook kort in de periode 1998-99 was ze de nummer één op de wereldranglijst.